# Pavel Kočica
Pavel Kočica (* 21. února 1962) je český manažer a stavební inženýr, od října 2013 do února 2014 generální ředitel Ředitelství silnic a dálnic ČR.
V minulosti byl krátce členem brněnské ODS. Byl také předsedou představenstva společnosti salla 91, která se zabývá projekční a stavební činností. Působil rovněž jako jednatel ve společnosti Kovové konstrukce.
Na začátku října 2013 ho ministr dopravy Zdeněk Žák jmenoval do funkce generálního ředitele Ředitelství silnic a dálnic ČR po tom, co odvolal předchozího ředitele Davida Čermáka. Zároveň vyšlo najevo, že v minulosti spolu Zdeněk Žák a Pavel Kočica vlastnili pozemek v Praze-Zbraslavi, na kterém si chtěli stavět své rodinné domy.
V polovině ledna 2014 odvolal na hodinu z funkce ředitelku Úseku kontroly kvality staveb ŘSD Miloslavu Pošvářovou, podle jeho slov kvůli dlouhodobému odmítání pracovní komunikace a spolupráce s ředitelem a dalšími členy vedení ŘSD. Tento krok vyvolal ostrou kritiku. Budoucí ministr dopravy ČR Antonín Prachař pak na konci ledna 2014 oznámil, že i z tohoto důvodu po nástupu do funkce Pavla Kočicu odvolá. Později však své prohlášení Prachař zmírnil s tím, že zatím nepadlo žádné rozhodnutí a že musí vyslechnout obě strany sporu. Z funkce generálního ředitele ŘSD byl odvolán dne 11. února 2014, řízením úřadu byl dočasně pověřen šéf výstavby Jiří Mayer.